# Microsarotis
Microsarotis es un género de polillas tortrícidas, categorizado en la tribu Grapholitini, de la subfamilia Olethreutinae. Fue descrito por Diakonoff en 1982.

## Especies
- Microsarotis arushae Razowski, 2015
- Microsarotis bicincta (Diakonoff, 1976)
- Microsarotis lucida (Meyrick, 1916)
- Microsarotis lygistis (Diakonoff, 1977)
- Microsarotis palamedes (Meyrick, 1916)
- Microsarotis pauliani Diakonoff, 1988
- Microsarotis samaruana Razowski, 2013
- Microsarotis sanderyi Komai & Horak, in Horak, 2006